# Fassade
Fassade è il settimo album pubblicato dal gothic duo tedesco/finlandese Lacrimosa, nel 2001 dalla Nuclear Blast.

## Il disco
L'album riprende lo stile dell'album precedente, Elodia (1999). Comprende una grande varietà di spunti musicali che vanno dalle aspre sonorità chitarristiche del brano Liebesspiele, al dolce suono delle tastiere del brano Senses, per finire con il suono sinfonico di Fassade.
Il brano Fassade è suddiviso in tre parti distinte, inserite nell'album come traccia 1, 5 e 8. Rappresenta anche un nuovo cambiamento di tematiche da parte dei Lacrimosa, che traggono spunto dalle proprie emozioni personali per esprimere una critica della società moderna. Il pezzo termina tuttavia con un'esaltazione dell'individualità e il ritiro del protagonista fuori dalla società.

## Tracce
1. Fassade - 1. Satz – 9:16
2. Der Morgen danach – 4:17
3. Senses – 6:03
4. Warum so tief? – 9:11
5. Fassade - 2. Satz – 5:34
6. Liebesspiel – 4:38
7. Stumme Worte – 5:57
8. Fassade - 3. Satz – 7:44

## Formazione
- Tilo Wolff - voce
- Anne Nurmi - voce e tastiere
- Jay P. - chitarre e basso
- AC - batteria
- Manne Hulig - batteria
- Orchestra e coro "das Detusche Filmorchester Babelsberg", "Rosember ensemble": Raphaela Mayhaus, Bettina Hunold, Ursula Ritter, Olaf Senkbeil, Klaus Bülow, Frederick Martin, Gottried Koch, Joachim Gebhardt - direttori d'orchestra: Christofer Clayton, Günter Joseck